# Ibrahim Meité
Ibrahim Meité, född 18 november 1976, är en friidrottare från Elfenbenskusten. Han deltog vid olympiska sommarspelen 1996 och olympiska sommarspelen 2000.